# Ononis masquilierii
Ononis masquilierii là một loài thực vật có hoa trong họ Đậu. Loài này được Bertol. miêu tả khoa học đầu tiên.